# 나시구

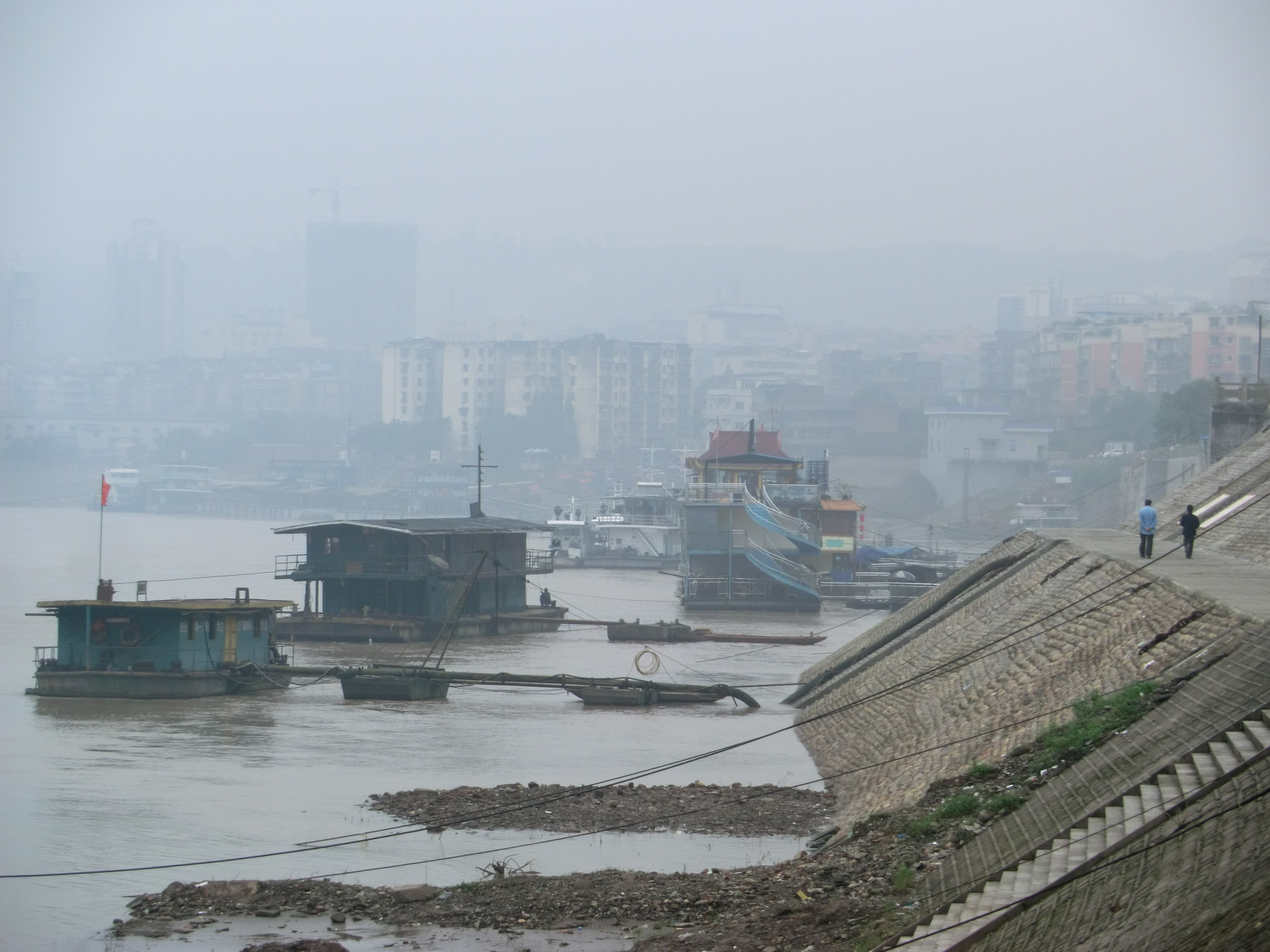

나시구(한국어: 납계구, 중국어: 纳溪区, 병음: Nàxī Qū)는 중화인민공화국 쓰촨성 루저우시의 현급 행정구역이다. 넓이는 1150km2이고, 인구는 2007년 기준으로 480,000명이다.

## 기후
연평균 기온은 17.5℃이고 연평균 강수량은 851mm이다.

## 행정 구역
2개 가도, 12개 진을 관할한다.
- 가도: 安富街道, 永宁街道.
- 진: 大渡口镇, 护国镇, 打古镇, 上马镇, 合面镇, 新乐镇, 丰乐镇, 白节镇, 天仙镇, 渠坝镇, 龙车镇, 棉花坡镇.